# Resolució 2252 del Consell de Seguretat de les Nacions Unides
La Resolució 2252 del Consell de Seguretat de les Nacions Unides fou adoptada el 15 de desembre de 2015. El Consell va ampliar el mandat de la Missió de les Nacions Unides al Sudan del Sud (UNMISS) fins al final de juliol de 2016, i va augmentar el nombre de soldats i agents a 13.000 i 2.001, respectivament.
La resolució fou aprovada amb 13 vots a favor i les abstencions de Rússia i Veneçuela, qui argumentaren que estaven en contra de la interferència en el Tribunal de la Unió Africana per jutjar els autors de violacions dels drets humans, amenaçar les sancions i desplegar avions no tripulats.

## Contingut
Malgrat la treva acordada el gener de 2014 i l'acord signat a l'agost, encara hi havia combats i el govern de transició d'unitat nacional encara no estava establert. Es va instar a les dues parts a iniciar un diàleg nacional per aconseguir la pau, la reconciliació i la bona governança.
Mentrestant, els habitants del Sudan del Sud continuaven patint una profunda crisi humanitària. Es van cometre tota mena de crims de guerra i violacions dels drets humans, es va predir l'odi i predicar violència contra un determinat grup de població. Mentrestant, ja hi havia 2.4 milions de refugiats.
El mandat de la UNMISS es va ampliar fins al 31 de juliol de 2016. El nombre de tropes es va incrementar a 13.000 efectius, 2.001 agents i 78 guàrdies. El mandat ha estat adaptat i ara també ha inclòs la planificació i implementació dels acords de seguretat acordats i l'assistència en la redacció d'una nova constitució. A més calia patrullar més en àrees de risc. Es va demanar al Secretari General que preparés un pla per a la UNMISS a mitjan gener per tractar millor la violència fora de control a la capital, Juba.